# Malek Rūd-e Pā'īn
Malek Rūd-e Pā'īn (persiska: Malek Rūd-e Pā’īn, ملك رود پائین) är en ort i Iran.   Den ligger i provinsen Gilan, i den nordvästra delen av landet, 210 km nordväst om huvudstaden Teheran. Malek Rūd-e Pā'īn ligger 95 meter över havet och antalet invånare är 596.
Terrängen runt Malek Rūd-e Pā'īn är kuperad åt sydost, men åt nordväst är den platt.Runt Malek Rūd-e Pā'īn är det ganska tätbefolkat, med 155 invånare per kvadratkilometer. Närmaste större samhälle är Sīāhkal, 8,9 km nordost om Malek Rūd-e Pā'īn. I omgivningarna runt Malek Rūd-e Pā'īn växer i huvudsak blandskog.